# 秘密客
《秘密客》（英語：Mimic）是一部於1997年上映的美國科幻驚悚電影，由吉勒摩·戴托羅執導，蜜拉·索維諾、傑瑞米·諾森、查爾斯·達頓主演，全球票房收入總計達2500萬美元。改編自唐纳德·A·沃尔海姆的同名短篇小說。故事講述昆蟲學家蘇珊夫婦為了消滅肆虐於紐約市、由蟑螂引起的傳染病，而研發出「猶大種」昆蟲，但三年他們發現「猶大種」已進化成一種變種的怪物，於紐約市地下水道中繁殖，並計畫取代人類。
該片是導演戴托羅在好萊塢執導第一部電影。
其續集《秘密客2》於2001年上映；《秘密客3：守衛》於2003年上映。

## 劇情
在美國紐約市，一種由蟑螂引起的傳染病肆虐於兒童之間，大多數的兒童因此而死亡。昆蟲學家蘇珊·泰勒博士在紐約市疾病控制中心副主任彼得·曼恩的邀請下協助對抗這起傳染病。蘇珊將白蟻和螳螂的基因混合，創造出一種新的昆蟲生物「猶大種」，並在彼得協助下將「猶大種」引進紐約市的生態系統（地下水道）中，由於攜帶病毒的蟑螂在接觸到「猶大種」的分泌物後就會加速新陳代謝而死亡，兩人終究成功杜絕了傳染病，受到社會大眾的歡迎，而蘇珊與彼得也因此相識而結婚。在事件過後，「猶大種」昆蟲全部被銷毀於實驗室內。
三年後的一天夜裡，一座老教堂的牧師平哈利被一個神秘黑衣高個子襲擊及殺害，屍體被拖入下水道內，過程被附近居住的小男孩裘伊所目睹，裘伊不但不感到害怕、反而對黑衣高個子感到興趣，稱其為「怪鞋先生」（Mr. Funny Shoes），還自己手工製作「怪鞋先生」的公仔、模仿高個子發出的奇異聲響。隔天警方前來調查牧師失蹤案，彼得與同事賈許也應警方之邀一同偵查。與此同時，兩個賣東西的小孩找到蘇珊，並向其販售一隻在地鐵站裡找到的昆蟲，蘇珊發現那是一隻多年前的「猶大種」幼蟲。不久後，一個黑衣高個子趁她不注意時，從研究室裡搶走猶大幼蟲。蘇珊對此感到困擾與疑惑，於是雇用兩個小孩讓他們再去尋找幼蟲，兩個小孩在地鐵站的暗黑通道找到蟲卵，但隨即被守衛在該處的一個黑衣高個子殘忍殺害。
裘伊在深夜裡趁父親——在地鐵站工作的老擦鞋匠曼尼睡著時，偷偷進入廢棄的教堂內，在那裡，他被兩個黑衣高個子綁架；曼尼一早醒來發現兒子失蹤，在報警不成後獨自進入下水道找人。蕾咪與蓋茲教授在實驗室裡解剖一隻從汙水處理廠打撈出的猶大幼蟲屍體，蓋茲教授隨即表示：這是全新進化的兵蟲殺手。
彼得從紐約市疾病控制中心處取得了進入地鐵站地下通道尋找猶大幼蟲的許可證，他在賈許與地鐵警察李納的陪同下一起進入。蘇珊獨自在空無一人的地鐵站裡等待，這時黑衣高個子在她面前現身並露出了真面目——由猶大種昆蟲進化出的異形生物，蘇珊被猶大怪蟲抓進下水通道內（地鐵站與下水道是互通的）。彼得與李納在前進途中不慎跌入一個與地鐵通道相連的廢棄老兵工廠，賈許獨自回去找人來幫忙，但在過程中遭到猶大怪蟲的襲擊而被殺死。蘇珊在下水道中意外遭到曼尼的解救，兩人隨即與彼得、李納會合，一同躲入一個廢棄的車廂內。這時一大群猶大怪蟲包圍了車廂，李納的腿被其中一隻給砍成重傷，在蘇珊指導下眾人將死去猶大蟲的內臟塗在身上以誤導外頭的猶大怪蟲，使牠們暫時離去。蘇珊推測猶大種因加速新陳代謝使其以相似的速度加速繁殖，而在三年之內成功進化了數萬代，包括發展模仿人類的能力；她還發現猶大怪蟲將透過地鐵線路擴散到整個紐約市。
眾人計畫啟動車廂以逃離該處，彼得與曼尼分頭去接通電線，但曼尼在黑暗中發現了裘伊，隨即被守在一旁的猶大怪蟲殺死；彼得成功接通了電線，並與在外頭的蘇珊和裘伊會合，他們緊接著被一群猶大怪蟲圍困。雖車廂已啟動，但很快因太老舊而停駛，李納只得走出車廂為彼得等人引開猶大怪蟲，隨後也被殺。蘇珊領著裘伊乘著升降機往上面樓層逃跑，一隻猶大公蟲（所有猶大種的配偶）在後窮追不捨。彼得於逃跑過程中意外來到猶大種的繁殖之地，在那裡他見到無數正在倒掛休息的猶大怪蟲及孵化中的猶大蟲卵。為了拯救人類，彼得打開該地的瓦斯引起大爆炸，延伸的火球摧毀了所有隱藏在地下的猶大怪蟲，而彼得則落入水中而沒被炸死。未被燒死的猶大公蟲試圖殺害裘伊，蘇珊利用急駛而來的地鐵將牠壓死。
片尾彼得、蘇珊與裘伊團聚並擁抱在一起，而裘伊手中依舊還握著「怪鞋先生」的公仔。

## 角色
| 演員              | 角色      | 說明                                             |
| ----------------- | --------- | ------------------------------------------------ |
| 蜜拉·索維諾       | 蘇珊·泰勒 | 昆蟲學家，彼得的妻子，研發出「猶大種」昆蟲       |
| 傑瑞米·諾森       | 彼得·曼恩 | 紐約市疾病控制中心副主任，蘇珊的丈夫             |
| 查爾斯·達頓       | 李納      | 地鐵警察                                         |
| 吉安卡羅·吉安尼尼 | 曼尼      | 老擦鞋匠                                         |
| 亞歷山大·古德溫   | 裘伊      | 曼尼的兒子，小男孩，稱猶大變種昆蟲為「怪鞋先生」 |
| Alix Koromzay     | 蕾咪      | 蘇珊的好友                                       |
| 喬許·布洛林       | 賈許      | 彼得的同事                                       |
| F·莫瑞·亞伯拉罕   | 蓋茲教授  | 蘇珊的教授                                       |

## 獲獎
- 第28屆土星獎最佳化妆獲獎，及四項提名-最佳年輕演員、最佳女主角、最佳編劇、最佳恐怖電影[4]。

## 外部連結
- 互联网电影数据库（IMDb）上《Mimic》的资料（英文）
- AllMovie上《Mimic》的资料（英文）
- 爛番茄上《秘密客》的資料（英文）
- 時光網上《秘密客》的資料
- 開眼電影網上《秘密客 （页面存档备份，存于）》的資料